# New Hellenic
New Hellenic est une police de caractères de l’alphabet grec financée par la Society for the Promotion of Hellenic Studies et créée par la Lanston Monotype Corporation avec Victor Scholderer (en) en 1927. Elle a connu un succès au Royaume-Uni après la police Porson (en) de Richard Porson créée un siècle plus tôt.

## Histoire

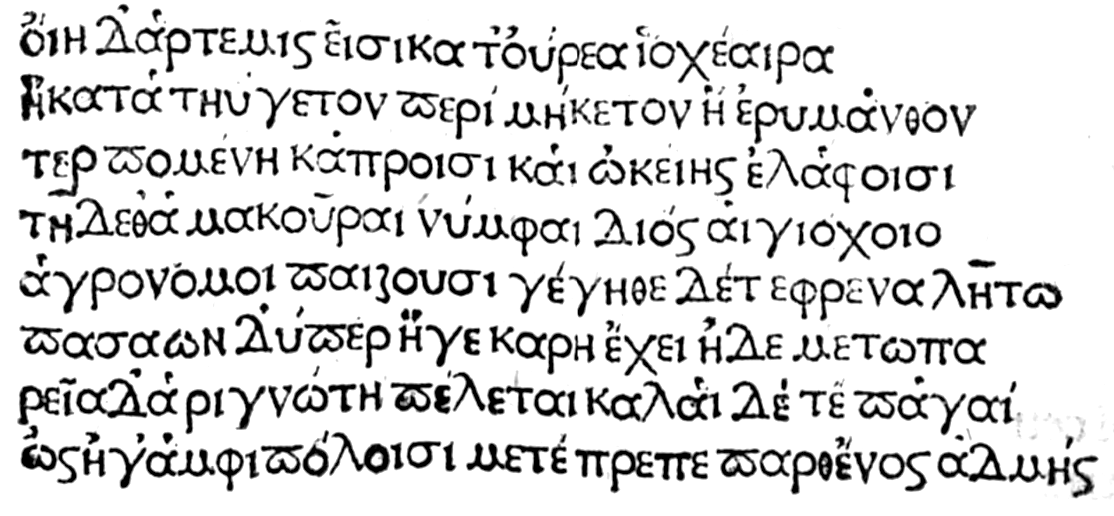
Paragraphe grec dans Macrobius 1492.

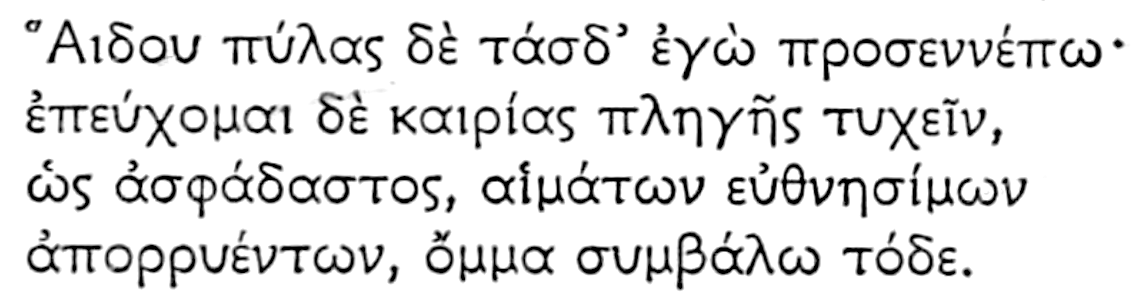
New Hellenic avec une phrase d’Agamemnon d’Eschyle dans The Greek Language de Basil Atkinson publié en 1931.

New Hellenic, Monotype Series No. 192, est créée en 1927, par Victor Scholderer (en), directeur du British Museum, avec un dessin basée sur les caractères grecs utilisés dans l’édition de In Somnium Scipionis Ciceronis expositio de Macrobe en 1492, probablement imprimé chez Giovanni Rosso (Joannes Rubeus) à Venise,.
Son style rappelle aussi les caractères grecs du Nouveau Testament de la Bible polyglotte d'Alcalá imprimée par Guillén de Brocar en 1514 et éditée par Démétrios Doucas, qui a inspiré la police de caractères Otter Greek de Robert Proctor de 1903, ainsi que d’autres polices grecques linéaires, comme la police grecques des Belles Lettres, produites au début du XXe siècle. 
Les lettres de New Hellenic sont légèrement différentes des leur inspiration, Scholderer ayant uniformisé certaines lettres. Les majuscules sont une invention de Scholderer et sont largement différentes des majuscules de l’édition de Macrobe. Son dessin a peu de contraste entre plein et délié, avec un léger grossissement en fin de trait et des petits empattements pour les lettres capitales.
Elle connait un succès au Royaum-Uni, en Europe occidentale et aussi en Grèce où elle est appelée Αττικά, Attiká, et a notamment été utilisée dans des manuels scolaires d’écriture et de lecture,,.
Les premiers ouvrages l’utilisant sont des éditions de livres luxueux comme par exemple Odes of Victory de Pindare publié en 1928 imprimé chez Shakespeare Head Press. Elle est progressivement utilisée dans des livres plus ordinaires, notamment chez Cambridge University Press.

## Versions
Une version numérique a été créée par Monotype,.
Une autre version numérique, appelée GFS Neohellenic, a été créé  par George Matthiopoulos et Takis Katsoulidis de la Greek Font Society pour la Société archélologique d’Athènes en 1993-1994 avec des symboles épigraphiques additionels. En 2000, des graisses et l’italique sont créés, ainsi que des caractères latins.